# 宮城ナナ
宮城 ナナ（みやぎ なな、1971年4月10日 - ）は、日本の女子プロテニス選手。アメリカ・ワシントン州シアトルに生まれる。父親はカナダ系アメリカ人で、沖縄の軍事基地に勤務している。長年にわたり、ダブルスの名手として活躍してきた。WTAツアーでシングルスの優勝はないが、ダブルスで10勝を挙げる。自己最高ランキングはシングルス51位、ダブルス12位。フォアハンド・ストローク、バックハンド・ストロークとも両手打ち。チームスカンジナビア所属。結婚後は選手登録名を「ナナ・スミス」（Nana Smith）と変更した。

## 来歴
宮城ナナは父親の仕事の関係で、13歳の時に沖縄へ引っ越した。1988年3月にプロ入りし、すぐにダブルスの名手として才能を発揮し始める。1990年から4大大会の女子ダブルスに挑戦を開始。同年8月末にアメリカ・ニューヨークで開かれた「OTBオープン」で、ツアー大会の女子ダブルスに初優勝を飾る。それ以来、いろいろなパートナーとペアを組んで、息の長い活躍を続けてきた。ダブルスに強いことから、長年にわたり女子テニス国別対抗戦・フェドカップの日本代表選手として不可欠な戦力でもあり、1989年から2000年までその位置にあった。
1992年にインドネシアのヤユク・バスキと組むようになり、宮城のダブルスは大きく開花し始めた。1993年の全豪オープンで、宮城は初めて4大大会女子ダブルスの初戦を突破し、3回戦まで勝ち進む。同年の全米オープンで、バスキとのペアで初めて女子ダブルス準決勝に進出した。そこではアマンダ・クッツァー（南アフリカ）＆イネス・ゴロチャテギ（アルゼンチン）組に敗れている。1993年に宮城が組んだパートナーは、大半がバスキか平木理化であったが、バスキと組んだ試合の方がはるかに好成績が多かった。
1995年半ばにバスキとのペアを解消。1997年から1998年にかけては、雉子牟田直子とのペアで好成績を出し、このコンビは女子ツアーでダブルス3勝を記録した。宮城のダブルス10勝の中でも、雉子牟田との3勝は際立っている。1997年1月、2人はオーストラリアの「ゴールド・コースト」と「ホバート」の大会でダブルス2週連続優勝を飾り、全豪オープンでもベスト8に進出した。2月下旬のアメリカ・オクラホマシティの大会では、平木理化とのコンビで初優勝を飾っている。宮城と雉子牟田のコンビは、この年に全仏オープン、ウィンブルドン、全米オープンの3大会連続で3回戦（ベスト16）に勝ち残り、1998年には全豪オープンの女子ダブルスで2年連続ベスト8に進出した。この時は準々決勝でリンゼイ・ダベンポートとナターシャ・ズベレワの組に敗れたが、その前の3回戦でビーナスとセリーナのウィリアムズ姉妹組に勝ったことがある。
しかし、雉子牟田が故障のため1998年限りで現役引退を強いられ、宮城はまた様々なパートナーとペアを組んだ。2000年のシドニー五輪では女子ダブルスで杉山愛と組み、タイ代表との2回戦で敗退する。2002年は「ジャパン・オープン」の女子ダブルスで浅越しのぶと組んだ優勝がある。2006年3月のアメリカ・カリフォルニア州レッディング大会を最後に、彼女の試合出場記録は途切れている。
宮城はダブルスでの活躍が知られているが、シングルスでは1996年にインドネシア・スラバヤ大会で準優勝があり、ベスト4進出は1992年の台北大会、1994年のニチレイ・レディース、1995年ジャパン・オープンの3度あった。1989年のカナディアン・オープンではベスト8に入り、優勝したマルチナ・ナブラチロワと 2-6, 6-3, 2-6 のファイナルセットを戦ったことがある。その後肩の故障で世界ランキングを落としたが、1994年のニチレイ・レディースではリンゼイ・ダベンポート（当時世界8位）、ザビーネ・ハック（ドイツ、当時世界10位台）を破って勝ち進み、準決勝で当年度の全米オープン優勝者アランチャ・サンチェス・ビカリオに 2-6, 6-2, 4-6 で惜敗した。（試合後に、サンチェスが当時は珍しかったドライブ・ボレーの打ち方を聞きにきたという。）1996年のリプトン国際選手権では、2回戦で当時15歳のマルチナ・ヒンギスを破ったこともある。
宮城はアメリカで都市対抗のチームテニスにも参加し、1998年には“World TeamTennis Rookie of the Year”（ワールド・チームテニス・ルーキー・オブ・ザ・イヤー）を受賞している。